# أليف تشبني
أليف تشبنى (بالتركية:Elif Çepni)، (مولودة في 1 يناير 1968, بكارابوك)، أستاذ دكتور تشغل منصب نائب رئيس جامعة بهجيشهر.
تخرجت في بداية تعليمها الخاص من مؤسسة كلية كارابوك تى أي دى وفي المرحلة الثانوية كذلك وفي عام 1985 تخرجت بالدرجة الثالثة من مؤسسة كلية كارابوك على التوالى.
حصلت على درجة الليسانس عام 1990 من قسم العلاقات الدولية بجامعة أنقره كلية العلوم السياسية ودرجة الماجستير عام 1993 من قسم العلوم الرئيسية للهيكل الاقتصادي للمجتمع الأوروبي بمعهد العلوم الاجتماعية بجامعة إسطنبول ودرجة الدكتوراه عام 1998 من قسم العلوم الرئيسية للنظرية الاقتصادية بمعهد العلوم الاجتماعية جامعة اسطنبول.وفي عام 1998 تخرجت تشبنى التي فازت بمنحة دراسية جان-مونيه بالإتحاد الأوروبى من برنامج ماجستير العلوم في الاقتصاد بجامعة نوتنجهام.وحصلت على شهادات «الاقتصاد الدولي» و «الاقتصاد السياسي المتقدم» من مدرسة الاقتصاد بلندن.
وفيم بين أعوام 1994-2000 عملت الأستاذة الدكتورة أليف تشبنى في قسم الاقتصاد الدولى والتمية الاقتصادية بجامعة غازى كمساعدة بحث وبعد ذلك كمحاضره.وفي عام 2000 حصلت تشبنى التي بدأت بالعمل كأستاذ مساعد في قسم الاقتصاد والمالية بكلية الاقتصاد والعلوم الإدارية بجامعة دوغوش على لقب أستاذ مشارك في مجال الاقتصاد الكلى في عام 2004 وكذلك أستاذ في أغسطس عام 2010.تشبنى التي عثرت على دلائل تم تقديمها في المؤتمرات الدولية وكذلك على صحف وطنية ودولية فهي مؤلفة الكتب المسماة ب«دليل المؤشرات والإحصائيات الاقتصادية» و «اقتصاد تركيا القادم».
وفيم بين أعوام 2005-2009 فقد شغلت منصب مساعد عميد كلية الاقتصاد والعلوم الإدارية بجامعة دوغوش.وبعد ذلك وفيم بين عامى 2009-2011 تقلدت منصب مديرة مركز العلوم الاجتماعية بجامعة دوغوش، وما بين عامى ى 2011-2013 تقلدت منصب عميده بجامعة دوغوش.واعتبارا من شهر يوليو لعام 2013 استمرت بمنصب نائب مدير جامعة باهتشاشهير.
استمرت بمهامها كعضوة بمجلس إدارة منظمة خريجى المدارس الخاصة بكلية كارابوك وكذلك كعضوة بالجمعية الاقتصادية التركية.تشمل هواياتها دراسة الرياضيات والاستماع إلى الموسيقى اللاتينية.